# 784-й отдельный разведывательный артиллерийский дивизион
784-й отдельный разведывательный артиллерийский Краснознамённый дивизион Резерва Главного Командования — воинское формирование Вооружённых Сил СССР, принимавшее участие в Великой Отечественной войне.
Сокращённое наименование — 784-й орадн РГК.

## История
Сформирован на базе рад 169 азсп 1.5.42 г. В действующей армии с 1.05.1942 по 08.06.1944.
В ходе Великой Отечественной войны вёл артиллерийскую разведку в интересах артиллерии соединений Брянского , Воронежского , 1-го Украинского и 2-го Украинского фронтов.
8 июня 1944 года в соответствии с приказом НКО СССР от 16 мая 1944 года № 0019, директивы заместителя начальника Генерального штаба РККА от 22 мая 1944 г. №ОРГ-2/476 784-й орадн обращён на формирование 145 пабр 52-й армии .

## Состав
до октября 1943 года
- Штаб
- Хозяйственная часть
- батарея звуковой разведки (БЗР)
- батарея топогеодезической разведки (БТР)
- взвод оптической разведки  (ВЗОР)
- артиллерийский метеорологический взвод (АМВ)
- фотограмметрический взвод (ФГВ)
- хозяйственный взвод

с октября 1943 года
- Штаб
- Хозяйственная часть
- 1-я батарея звуковой разведки (1-я БЗР)
- 2-я батарея звуковой разведки (2-я БЗР)
- батарея топогеодезической разведки (БТР)
- взвод оптической разведки (ВЗОР)
- фотограмметрический взвод (ФГВ)
- хозяйственный взвод

## Подчинение
| Дата                | Фронт                | Армия      | Корпус | Дивизия | Бригада | Примечания |
| ------------------- | -------------------- | ---------- | ------ | ------- | ------- | ---------- |
| 1.05.42 −30.07.42г. | Брянский фронт       | 40-я армия | -      | -       | -       | -          |
| 1.08.43 −20.10.43г  | Воронежский фронт    | 40-я армия | -      | -       | -       | -          |
| 20.10.43-1.03. 44г. | 1-й Украинский фронт | 40-я армия | -      | -       | -       | -          |
| 1.03.44-8.06.44г    | 2-й Украинский фронт | 40-я армия | -      | -       | -       | -          |

## Командование дивизиона
Командир дивизиона
- гв. капитан, гв. майор Комаров Николай Васильевич

Начальник штаба дивизиона
- капитан Мелешко Георгий Митрофанович
- капитан Лобанов Николай Фёдорович

Заместитель командира дивизиона по политической части
- капитан, майор Буравлёв Кузьма Кузьмич

Помощник начальника штаба дивизиона
- ст. лейтенант Лобанов Николай Фёдорович
- лейтенант Слонимский Борис Иосифович

Помощник командира дивизиона по снабжению
- ст. лейтенант Марковский Дмитрий Николаевич

## Командиры подразделений дивизиона
Командир  БЗР(до октября 1943 года)
- гв. ст. лейтенант Кротенко Виктор Антонович

Командир 1-й БЗР
- гв. ст. лейтенант Кротенко Виктор Антонович

Командир 2-й БЗР
- лейтенант Рогулин Василий Николаевич

Командир БТР
- ст. лейтенант  Жаров Яков Григорьевич
- ст. лейтенант Задубровский Николай Иванович

Командир ВЗОР
- ст. лейтенант Липорт Илья Лазаревич
- мл. лейтенант Аваков Владимир Григорьевич

Командир ФГВ
- лейтенант Слонимский Борис Иосифович

## Награды и почётные наименования
| Награды и наименования | дата         | за что получена |
| ---------------------- | ------------ | --- |
| Орден Красного Знамени | 9.02.1944 г. | награжден указом Президиума Верховного Совета СССР за образцовое выполнение боевых заданий командования на фронте борьбы с немецкими захватчиками и проявленные при этом мужество и доблесть. |